# Фрэггинг

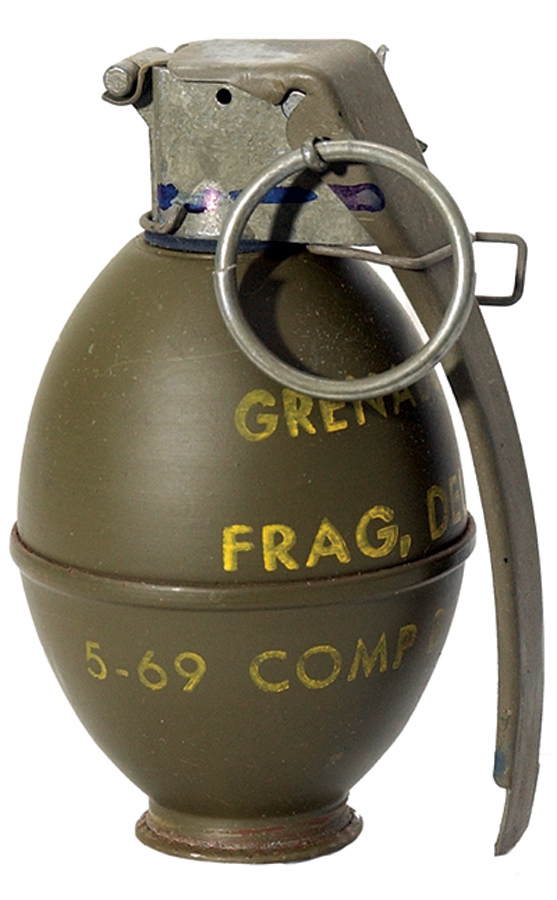
Ручная граната M26, выдававшаяся в армии и морской пехоте США во время войны во Вьетнаме, и которая использовалась во многих фрэггинг-инцидентах.

Фрэггинг (англ. fragging, девербатив от frag[mentation] grenade «осколочная граната») — американский военный термин, появившийся во второй половине XX века и обозначающий предумышленное убийство офицера находящимися под его командованием военнослужащими (как правило, рядовым составом). Такое убийство обычно выдаётся ими за несчастный случай или за боевые потери. Мотивом преступления, зачастую, является деятельность покойного в качестве офицера, сама по себе расцениваемая его подчинёнными как преступная. В связи с развитием современных средств уничтожения, в особенности — осколочно-фугасных боеприпасов, — чаще всего фрэггинг (как и следует из этимологии понятия) производится с помощью ручной гранаты, так как невозможно доказать её принадлежность конкретному лицу, а в боевой обстановке граната может якобы отскочить от препятствия или же военнослужащий вражеских сил может забросить её обратно. Ещё более сложным представляется установить и доказать преступный умысел, даже если точно известно, кто именно из солдат бросил гранату в офицера.

## Общая оценка количества
Особую значимость данное явление получило в Вооружённых силах США в период войны во Вьетнаме; тогда же произошло выделение таких убийств в отдельную категорию и возник специфический термин для их обозначения. Документально подтверждены не менее 230 случаев убийства офицеров подчинёнными им солдатами, а 1400 случаев гибели офицеров не имеют подходящего объяснения. Только в 1970 и 1971 годах зарегистрировано 363 случая нападения на офицеров с применением взрывных устройств. По другим данным количество подтверждённых случаев «фрэггинга» в ходе войны во Вьетнаме составляет около 800 инцидентов, во время которых погибло 86 человек и не менее 700 было ранено. Тем не менее, автор этой оценки, историк Джеймс Уэстхейдер указывает, что это не более, чем верхушка айсберга, и, скорее всего, тысячи подобных нападений остались неизвестными и нераскрытыми. Ветеран вьетнамской войны и исследователь из Института Дюпюи Майкл Клодфелтер считает, что количество незадокументированных случаев было не менее 5000.

## Специфика преступления
Как правило, инструментом совершения убийства становились штатные осколочные гранаты M26 и M67, так как они не выдавали отпечатков пальцев. Однако нередко злоумышленниками использовались противопехотные мины «Клеймор», мины-сюрпризы, динамит и огнестрельное оружие.
Наиболее высоким риск подвергнуться «фрэггингу» был у командного состава американских сухопутных войск и корпуса морской пехоты; случаи «фрэггинга» в американских военно-воздушных силах и военно-морском флоте были относительно редки. Обычно преступление совершалось либо во время отдыха в базовом лагере, либо в ходе боевой работы в джунглях.
Среди совершивших преступление около 56 % были белые, 36 % — чёрные, 8 % — латиноамериканцы. Типичный преступник — выпускник школы возрастом от 19 до 20 лет, склонный к злоупотреблению алкоголем и наркотиками, нередко выходец из неблагополучной семьи, имевший проблемы с законом до своего поступления на службу в вооружённые силы.

## Мотивация

### Алкоголь и наркотики
Наркотические средства и алкоголь, как правило, играли определяющую роль в совершении преступления. В первые годы боевых действий во Вьетнаме американский рядовой состав мог без проблем купить марихуану, амфетамины, опиум, барбитураты и галлюциногены. В 1969 году на первое место выступил недорогой и исключительно быстро способствующий привыканию героин, который был к тому же дешевле марихуаны. Как следствие, в 1971 году во Вьетнаме около 60 тысяч военнослужащих были официально признаны героинозависимыми, каждый год десятки из них умирали от передозировки. Масштаб проблемы хорошо иллюстрируется данными за 1971 год, когда количество госпитализированных солдат из-за боевых ранений было менее 5000, а из-за злоупотребления наркотиками — 20 529.
Из-за использования наркотиков некоторые документированные случаи совершения убийств приобретали трагикомический оттенок. Например, 21 апреля 1969 года командир роты морской пехоты США старший лейтенант Роберт Роуэллер был убит рядовым Реджинальдом Смитом, который забросил гранату под койку спящего офицера. Преступник был выявлен прямо на ротном построении, которое последовало немедленно после убийства, так как он явился на него в состоянии наркотического опьянения с кольцом предохранительной чеки от гранаты на указательном пальце. Получив 40 лет тюрьмы, убийца был сам убит своим сокамерником через 12 лет заключения.

### Другие факторы
Ещё одним серьёзным фактором, подталкивающим солдат к совершению убийства, стали расизм (реакция на который усилилась после убийства Мартина Лютера Кинга) и дискриминация по различным признакам. Например, после громкого убийства в марте 1971 года двух офицеров на военной базе в Бьенхоа дело получило общественную огласку и суд состоялся не во Вьетнаме, а в форте Орд (Калифорния). В ходе слушаний выяснилось, что обвиняемый рядовой Билли Смит был назначен козлом отпущения только из-за своих антивоенных настроений и постоянных конфликтов с командным составом. Комиссия военного трибунала из семи офицеров вынесла вердикт о его невиновности.
Не менее важной причиной распространения «фрэггинга» стало заметное снижение качества призывников американских вооружённых сил, имевшее место с 1966 по 1973 год. Это связывают с инициативой президента США Линдона Джонсона и министра обороны Роберта Макнамары, которые, опасаясь недовольства избирателей среднего класса, позволили студентам колледжей получать отсрочку или проходить службу в резерве и в Национальной Гвардии. В результате дефицит призывников в действующих войсках восполнялся выходцами из бедных слоёв общества и рабочего класса. В 1966 году нехватка кадров встала особенно остро и Макнамара запустил противоречивый Проект 100 000, представленный общественности как закон о «социальной коррекции». В рамках него за пять лет 345 тыс. человек с низким уровнем IQ и образования встали под ружьё, снискав в американском обществе неформальное название «дебилов Макнамары» (англ. McNamara’s Morons). Несмотря на то, что многие из этих людей неплохо преуспели на службе, среди них фиксировалось большое количество случаев дезертирства, неподчинения приказам, нападений на сослуживцев и других воинских преступлений. Тем не менее, на первых порах благодаря им удалось временно снизить остроту кадрового голода. Однако в 1968—1969 годах, в связи с потерей 28 679 человек погибшими и десятков тысяч ранеными, их количества оказалось недостаточно и отчаявшиеся функционеры Пентагона опять понизили требования к призывному контингенту. В результате в армию хлынули уголовники, наркоманы и психически больные, которые в среде профессиональных военных не вызывали ничего, кроме презрения. Например, комендант корпуса морской пехоты США Луис Уилсон, не стесняясь, называл их «подонками общества», а генерал Уильям Уэстморленд был в ужасе от присутствия в воинских рядах последних лет вьетнамской войны этих «слабоумных, преступных и неподготовленных» людей.

## Примечательные случаи
- Первая мировая война: сержант был убит одним из подчинённых, положившим гранату ему в штаны[6].
- Война в Ираке: подрыв капитана Филиппа Эспозито и лейтенанта Льюиса Аллена[англ.] миной «Клеймор» 7 июня 2005 года[7].